# Danae (Rembrandt)
Danae è un dipinto a olio su tela (185x203 cm) realizzato nel 1636, ma rimaneggiato successivamente, dal pittore Rembrandt Harmenszoon Van Rijn.
È conservato nel Museo dell'Ermitage di San Pietroburgo.
L'opera è firmata e datata "REMB(…) F 1(…)6".

## Descrizione
Il mito racconta che Acrisio ricevette una profezia secondo cui sarebbe stato ucciso da suo nipote, e per evitare che si avveri rinchiuse sua figlia Danae così che non conoscesse uomini; Zeus, però, trasformatosi in pioggia d'oro riuscì a raggiungere la fanciulla: dalla loro unione nacque Perseo, che uccise accidentalmente il nonno in un torneo.
Rembrandt dipinge il mito rappresentando la giovane sul suo letto, illuminata da una luce dorata, che potrebbe alludere alla purezza dell'amore divino, concetto rafforzato dalla presenza dell'amorino alla testa del letto, simbolo di castità.
Tra le possibili fonti di ispirazione seguite da Rembrandt si annovera un'incisione di Annibale Carracci raffigurante Giove e Antiope o secondo altra interpretazione Venere spiata da un satiro (1592): vari elementi sembrano in effetti coincidere tra la tela di Rembrandt e l'incisione del Carracci, come la posizione delle gambe e del bacino della donna nuda, la prominenza del suo ventre, il ricamo dei cuscini.
Non è escluso inoltre che Rembrandt possa aver avuto in mente anche un'altra opera di Annibale Carracci dedicata allo stesso soggetto del suo dipinto, andata distrutta nel corso della seconda guerra mondiale.

## Vandalismo
Il 15 giugno 1985 il dipinto è stato gravemente danneggiato da Bronius Maigys, un cittadino lituano con disabilità mentali, che gettò sul dipinto acido solforico e poi gli inferse due coltellate. Maigys si concentrò sul centro dell'opera, lasciandola in condizioni pessime con aree completamente scolorite e altre danneggiate dalla dissoluzione e liquefazione del pigmento, in particolare sul volto, sul braccio destro e sulle gambe del personaggio di Danae.
Il giorno stesso il dipinto fu immediatamente sottoposto a manutenzione da parte di restauratori e chimici, per prima cosa mantenendo la superficie pittorica in verticale (per evitare la penetrazione dell'acido in strati più profondi della tela) e lavandola con acqua pura attraverso l'uso di diffusori spray. Il restauro si svolse fra il 1985 e il 1997 a cura del laboratorio tecnico interno al Museo dell'Ermitage con uno staff guidato da Ye. N. Gerasimov e composto da A. G. Rakhman, G. A. Shirokov e dal consulente scientifico T. P. Alioshina.